# Hailun
Koordinaten: 47° 27′ N, 126° 57′ O
Die Stadt Hailun (海伦市,  Hǎilún Shì) ist eine kreisfreie Stadt im Nordosten der Volksrepublik China. Sie gehört zum Verwaltungsgebiet der bezirksfreien Stadt Suihua in der Provinz Heilongjiang. 
Hailun hat eine Fläche von 4.640 km² und zählt 480.216 Einwohner (Stand: Zensus 2020).